# جوديث إل. فرينش
جوديث إل. فرينش (بالإنجليزية: Judith L. French)‏ هي محامية وقاضية أمريكية، ولدت في 22 أغسطس 1962 في سيبرينغ في الولايات المتحدة.